# Astro (grupo musical)
Astro (en hangul, 아스트로) (estilizado como ASTRO) es una boy band de Corea del Sur formada por Fantagio Entertainment en 2016. El grupo estaba originalmente compuesto por 6 miembros: MJ, Jinjin, Cha Eun-woo, Moon Bin, Rocky y Sanha. En febrero de 2023, Rocky decidió abandonar la agrupación, y el grupo continuó con 5 miembros. El 19 de abril de 2023, se transmitió un comunicado de que Moon Bin fue encontrado sin vida en su domicilio en Gangnam-gu.
El 14 de agosto de 2015, Fantagio reveló información sobre el nuevo grupo a través de sus redes sociales, incluyendo fotografías y perfiles de cada miembro y el anuncio del nombre del mismo. Astro adquirió su nombre del término en español para transmitir su deseo de ser «estrellas» para sus fans. El grupo debutó con su miniálbum Spring Up el 23 de febrero de 2016. El 22 de febrero lanzaron su primera canción Hide & Seek.

## Proyecto del predebut
Antes de que Astro se formara, los miembros eran trainees de Fantagio iTeen, un programa de entrenamiento rookie de Fantagio Entertainment. Se les conocía como iTeen Boys.
Mediante la misma técnica con la que Fantagio formó 5urprise, Astro protagonizó una web serie titulada To Be Continued en agosto de 2015. Los miembros desempeñaron un papel ficticio de ellos mismos junto a Kim Sae-Ron, el miembro de 5urprise Seo Kang-Joon y Hello Venus.
En enero de 2016, Astro protagonizó su propio reality show, Astro OK! Ready, que fue emitido en MBC Every1 a las 7PM KST. El grupo también hizo una aparición en el programa de variedades Gold Bell Challenge.

## 2016: Debut conSpring Up
El primer miniálbum de Astro, Spring Up, fue publicado el 23 de febrero de 2016, siendo su canción principal «Hide & Seek». También anunciaron el nombre oficial de su club de fans es: «AROHA», una abreviatura de «ASTRO Hearts All Fans», además de que la palabra «Aroha» es maorí, y su significado en español es «Amor».
Tan solo tres semanas después de su debut, Spring Up entró en el Billboard World Album Chart en el número 6.

## Integrantes

#### Actuales
- MJ (en hangul, 엠제이)
- Jinjin (en hangul, 진진)
- Cha Eun-woo (en hangul, 차은우)
- Yoon San-ha (en hangul, 윤산하)

#### Anteriores
- Moon Bin (en hangul, 문빈) - (2016-2023)
- Rocky (en hangul, 라키) - (2016-2023)

## Discografía
| Álbumes de estudio - All Light (2019) - All Yours (2021) - Drive to the Starry Road (2022) EPs - Spring Up (2016) - Summer Vibes (2016) - Autumn Story (2016) - Winter Dream (2017) - Dream Part.01 (2017) - Dream Part.02 (2017) - Rise Up (2018) - Blue Flame (2019) - Gateway (2020) - Switch On (2021) EPs - Venus (2019) |

## Filmografía

### Dramas
| Año       | Canal      | Título                         | Miembro(s)  | Notas     |
| --------- | ---------- | ------------------------------ | ----------- | --------- |
| 2015-2016 | tvN        | To Be Continued                | Todos       | Web drama |
| 2018      | JTBC       | My ID is Gangnam Beauty        | Cha Eun-woo | Drama     |
| 2019      | JTBC       | Moment of eighteen             | Moon Bin    | Drama     |
| 2019      | KBS        | Soul Plate                     | Todos       | Web drama |
| 2019      | MBC        | Rookie Historian Goo Hae-ryung | Cha Eun-woo | Drama     |
| 2019-2020 | Naver tv   | Love Formula 11m               | Yoon San-ha | WebDrama  |
| 2020-2020 | Lifetime   | The mermaid prince             | Moon Bin    | WebDrama  |
| 2020-2021 | tvN        | True Beauty                    | Cha Eun-woo | Drama     |
| 2021-2021 | hello live | your playlist                  | Yoon San-Ha | web drama |
| 2021-2021 | KBS        | Broke Rookie Star              | Minhyuk     | Web drama |

### Reality show
| Año  | Canal    | Título                  | Miembro(s) | Nota(s)     |
| ---- | -------- | ----------------------- | ---------- | ----------- |
| 2011 | tvN      | Korea's Got Talent      | Rocky      | Concursante |
| 2016 | MBCMusic | Astro OK! Ready         | Todos      |             |
| 2020 | SEEZN    | "1001 Noches de Astro"  | Todos      |             |
| 2021 | MBC      | The King of Mask Singer | Rocky      | Concursante |

### Programas de variedades
| Año       | Red     | Título              | Miembro(s)                | Notas           |
| --------- | ------- | ------------------- | ------------------------- | --------------- |
| 2016      | KBS1    | Star Golden Bell    | Todos                     | Ep. 800         |
| 2016      | Arirang | After School Club   | Todos                     | Ep. 202         |
| 2016      | KBS2    | 1vs100              | Cha Eun-woo, Moon Bin, MJ |                 |
| 2020-2021 | SBS     | Master in the house | Cha Eun-woo               | Ep. 115- Ep 177 |

### Vídeos musicales
| Año  | Canción           | Álbum                    |
| ---- | ----------------- | ------------------------ |
| 2016 | "Hide&Seek"       | Spring Up                |
| 2016 | "Cat's Eyes"      | Spring Up                |
| 2016 | "Breathless"      | Summer Vibes             |
| 2016 | "Confession"      | Autumn Story             |
| 2017 | "Baby"            | Dream Part.01            |
| 2017 | "Crazy Sexy Cool" | Dream Part.02            |
| 2018 | "Always you"      | Rise up                  |
| 2019 | "All night"       | All light                |
| 2019 | "Hanasakemirai"   | Venus                    |
| 2019 | "Blue flame"      | Blue flame               |
| 2020 | "Knock"           | Gateway                  |
| 2021 | "ONE"             | All yours                |
| 2021 | ”After Midnight”  | Switch on                |
| 2021 | "ALIVE"           | App Universe             |
| 2022 | "Candy Sugar Pop" | Drive to the Starry Road |
| 2022 | "U&Iverse"        | U&Iverse                 |